# 400 meter för herrar i friidrott vid olympiska sommarspelen 2024

Officiell video på loppet.

Herrarnas 400 meter vid olympiska sommarspelen 2024 avgjordes mellan den 4 och 7 augusti 2024 på Stade de France i Paris, Frankrike. 46 idrottare från 37 nationer deltog i tävlingen. Det var 30:e gången grenen fanns med i ett OS och den har funnits med i varje OS sedan 1896.
I finalen kunde Quincy Hall från USA som låg på fjärde plats med cirka 50 meter springa starkt i slutet och vinna guldet med tiden 43,40 sekunder. Silvret togs av Matthew Hudson-Smith från Storbritannien med 43,44 sekunder och Muzala Samukonga från Zambia tog bronset med 43,74 sekunder.
| Spel      | Guld            | Silver                              | Brons                   |
| 400 meter | Quincy Hall USA | Matthew Hudson-Smith Storbritannien | Muzala Samukonga Zambia |

## Kvalificering till OS-grenen
Kvalificeringsperioden för herrarnas 400 meter i friidrott var mellan 1 juli 2023 och 30 juni 2024. Maximalt 48 idrottare kunde kvalificera sig till evenemanget, med högst tre idrottare per nation, genom att springa kvalificerings-standarden 45,00 sekunder eller snabbare eller genom sin världsranking i friidrott för denna gren. 46 idrottare kvalificerade sig till tävlingen.

## Schema
Alla tider är CET.
| Datum          | Tid   | Omgång      |
| -------------- | ----- | ----------- |
| 4 augusti 2024 | 19:05 | Kval        |
| 5 augusti 2024 | 11:20 | Återkval    |
| 6 augusti 2024 | 19:35 | Semifinaler |
| 7 augusti 2024 | 21:20 | Final       |

## Rekord
Innan tävlingens start fanns följande rekord:
| Rekord           | Idrottare               | Tid (s) | Plats                     | Datum           |
| ---------------- | ----------------------- | ------- | ------------------------- | --------------- |
| Världsrekord     | Wayde van Niekerk (RSA) | 43,03   | Rio de Janeiro, Brasilien | 14 augusti 2016 |
| Olympiskt rekord | Wayde van Niekerk (RSA) | 43,03   | Rio de Janeiro, Brasilien | 14 augusti 2016 |

| Område                                   | Tid (s)    | Idrottare            | Nation         |
| ---------------------------------------- | ---------- | -------------------- | -------------- |
| Afrika                                   | 43,03 0VR0 | Wayde van Niekerk    | Sydafrika      |
| Asien                                    | 43,93      | Yousef Masrahi       | Saudiarabien   |
| Europa                                   | 43,74      | Matthew Hudson-Smith | Storbritannien |
| Nordamerika, Centralamerika och Karibien | 43,18      | Michael Johnson      | USA            |
| Oceanien                                 | 44,38      | Darren Clark         | Australien     |
| Sydamerika                               | 43,93      | Anthony Zambrano     | Colombia       |

## Resultat
Noteringarnas förklaring finns längst ner.

### Kval
De tre första i varje heat 0Q0 gick vidare till semifinal. Alla andra som sprang klart sitt lopp gick vidare till återkval.

#### Kval 1
| Placering | Bana | Idrottare                 | Nation         | Tid   | Noteringar |
| --------- | ---- | ------------------------- | -------------- | ----- | ---------- |
| 1         | 6    | Matthew Hudson-Smith      | Storbritannien | 44,78 | 0Q0        |
| 2         | 3    | Christopher Bailey        | USA            | 44,89 | 0Q0        |
| 3         | 4    | Håvard Bentdal Ingvaldsen | Norge          | 45,46 | 0Q0        |
| 4         | 7    | Chidi Okezie              | Nigeria        | 45,52 |            |
| 5         | 2    | Kentaro Sato              | Japan          | 45,60 |            |
| 6         | 8    | Oleksandr Pohorilko       | Ukraina        | 45,71 |            |
| 7         | 5    | Deandre Watkin            | Jamaica        | 45,97 |            |

#### Kval 2
| Placering | Bana | Idrottare           | Nation              | Tid   | Noteringar |
| --------- | ---- | ------------------- | ------------------- | ----- | ---------- |
| 1         | 6    | Michael Norman      | USA                 | 44,10 | 0Q0 SB0    |
| 2         | 9    | Jereem Richards     | Trinidad och Tobago | 44,31 | 0Q0        |
| 3         | 2    | Busang Kebinatshipi | Botswana            | 44,45 | 0Q0 PB0    |
| 4         | 8    | Ammar Ibrahim       | Qatar               | 44,66 | 0PB0       |
| 5         | 5    | Sean Bailey         | Jamaica             | 44,68 |            |
| 6         | 4    | Attila Molnár       | Ungern              | 45,24 |            |
| 7         | 7    | Anthony Zambrano    | Colombia            | 45,49 |            |
| 8         | 3    | Michael Joseph      | Saint Lucia         | 45,69 |            |

#### Kval 3
| Placering | Bana | Idrottare            | Nation    | Tid   | Noteringar |
| --------- | ---- | -------------------- | --------- | ----- | ---------- |
| 1         | 3    | Muzala Samukonga     | Zambia    | 44,56 | 0Q0        |
| 2         | 2    | Bayapo Ndori         | Botswana  | 44,87 | 0Q0        |
| 3         | 8    | Luca Sito            | Italien   | 44,99 | 0Q0        |
| 4         | 5    | Jean Paul Bredau     | Tyskland  | 45,07 |            |
| 5         | 7    | Dylan Borlée         | Belgien   | 45,36 |            |
| 6         | 9    | Yuki Joseph Nakajima | Japan     | 45,37 |            |
| 7         | 6    | Lythe Pillay         | Sydafrika | 45,60 |            |
| 8         | 4    | Matěj Krsek          | Tjeckien  | 45,71 |            |

#### Kval 4
| Placering | Bana | Idrottare        | Nation                  | Tid   | Noteringar |
| --------- | ---- | ---------------- | ----------------------- | ----- | ---------- |
| 1         | 7    | Quincy Hall      | USA                     | 44,28 | 0Q0        |
| 2         | 5    | Samuel Ogazi     | Nigeria                 | 44,50 | 0Q0 PB0    |
| 3         | 6    | Reece Holder     | Australien              | 44,53 | 0Q0 PB0    |
| 4         | 8    | Jonathan Sacoor  | Belgien                 | 45,08 |            |
| 5         | 2    | Alexander Ogando | Dominikanska republiken | 45,11 | 0SB0       |
| 6         | 3    | Elián Larregina  | Argentina               | 47,80 |            |
|           | 4    | Steven Gardiner  | Bahamas                 |       | 0DNS0      |

#### Kval 5
| Placering | Bana | Idrottare                    | Nation    | Tid   | Noteringar |
| --------- | ---- | ---------------------------- | --------- | ----- | ---------- |
| 1         | 6    | Kirani James                 | Grenada   | 44,78 | 0Q0        |
| 2         | 8    | Christopher Morales Williams | Kanada    | 44,96 | 0Q0        |
| 3         | 9    | Aruna Darshana               | Sri Lanka | 44,99 | 0Q0 PB0    |
| 4         | 4    | Zakithi Nene                 | Sydafrika | 45,01 |            |
| 5         | 7    | Leungo Scotch                | Botswana  | 45,28 |            |
| 6         | 3    | Lionel Spitz                 | Schweiz   | 45,81 |            |
| 7         | 5    | Lucas Carvalho               | Brasilien | 45,85 |            |
| 8         | 2    | Davide Re                    | Italien   | 46,74 |            |

#### Kval 6
| Placering | Bana | Idrottare            | Nation         | Tid   | Noteringar |
| --------- | ---- | -------------------- | -------------- | ----- | ---------- |
| 1         | 5    | Charlie Dobson       | Storbritannien | 44,96 | 0Q0        |
| 2         | 7    | Alexander Doom       | Belgien        | 45,01 | 0Q0        |
| 3         | 3    | Jevaughn Powell      | Jamaica        | 45,12 | 0Q0        |
| 4         | 9    | João Coelho          | Portugal       | 45,35 | 0SB0       |
| 5         | 2    | Cheikh Tidiane Diouf | Senegal        | 45,59 |            |
| 6         | 8    | Fuga Sato            | Japan          | 46,13 |            |
| 7         | 4    | Gilles Biron         | Frankrike      | 46,19 |            |
|           | 6    | Zablon Ekwam         | Kenya          |       | 0DNF0      |

### Återkval
Den förste i varje heat 0Q0 plus två på tid 0q0 gick vidare till semifinal.

#### Återkval 1
| Placering | Bana | Idrottare       | Nation    | Tid   | Noteringar |  |
| --------- | ---- | --------------- | --------- | ----- | ---------- |  |
| 1         | 4    | Elián Larregina | Argentina | 45,36 | 0Q0        |  |
| 2         | 8    | Gilles Biron    | Frankrike | 45,87 |            |  |
| 3         | 3    | Lucas Carvalho  | Brasilien | 46,24 |            |  |
|           | 7    | Davide Re       | Italien   |       | 0DNS0      |  |
|           | 2    | Jonathan Sacoor | Belgien   |       | 0DNS0      |  |
|           | 6    | Fuga Sato       | Japan     |       | 0DNS0      |  |
|           | 5    | Deandre Watkin  | Jamaica   |       | 0DNS0      |  |

#### Återkval 2
| Placering | Bana | Idrottare            | Nation                  | Tid   | Noteringar |
| --------- | ---- | -------------------- | ----------------------- | ----- | ---------- |
| 1         | 5    | Lythe Pillay         | Sydafrika               | 45,40 | 0Q0        |
| 2         | 7    | Matěj Krsek          | Tjeckien                | 45,53 | 0PB0       |
| 3         | 3    | Oleksandr Pohorilko  | Ukraina                 | 45,59 |            |
| 4         | 6    | Michael Joseph       | Saint Lucia             | 45,64 |            |
| 5         | 4    | Chidi Okezie         | Nigeria                 | 45,92 |            |
|           | 2    | Yuki Joseph Nakajima | Japan                   |       | 0DNS0      |
|           | 8    | Alexander Ogando     | Dominikanska republiken |       | 0DNS0      |

#### Återkval 3
| Placering | Bana | Idrottare        | Nation    | Tid   | Noteringar |
| --------- | ---- | ---------------- | --------- | ----- | ---------- |
| 1         | 4    | Zakithi Nene     | Sydafrika | 44,81 | 0Q0        |
| 2         | 6    | Leungo Scotch    | Botswana  | 45,33 | 0q0        |
| 3         | 3    | Attila Molnár    | Ungern    | 45,45 |            |
| 4         | 5    | Lionel Spitz     | Schweiz   | 45,51 |            |
|           | 8    | Kentaro Sato     | Japan     |       | 0DNS0      |
|           | 7    | Anthony Zambrano | Colombia  |       | 0DNS0      |

#### Återkval 4
| Placering | Bana | Idrottare            | Nation   | Tid   | Noteringar |
| --------- | ---- | -------------------- | -------- | ----- | ---------- |
| 1         | 3    | Ammar Ibrahim        | Qatar    | 44,77 | 0Q0        |
| 2         | 8    | Cheikh Tidiane Diouf | Senegal  | 45,03 | 0q0 =0PB0  |
| 3         | 3    | Jean Paul Bredau     | Tyskland | 45,40 |            |
| 4         | 7    | Dylan Borlée         | Belgien  | 45,51 |            |
| 5         | 4    | João Coelho          | Portugal | 45,64 |            |
|           | 5    | Sean Bailey          | Jamaica  |       | 0DNF0      |

### Semifinaler
De två första i varje lopp 0Q0 plus två på tid 0q0 gick vidare till finalen.

#### Semifinal 1
| Placering | Bana | Idrottare                 | Nation              | Tid     | Noteringar |
| --------- | ---- | ------------------------- | ------------------- | ------- | ---------- |
| 1         | 5    | Quincy Hall               | USA                 | 43,95   | 0Q0        |
| 2         | 7    | Jereem Richards           | Trinidad och Tobago | 44,33   | 0Q0        |
| 3         | 4    | Busang Kebinatshipi       | Botswana            | 44,43   |            |
| 4         | 8    | Charlie Dobson            | Storbritannien      | 44,48   | 0PB0       |
| 5         | 3    | Ammar Ibrahim             | Qatar               | 44,63   | 0PB0       |
| 6         | 2    | Cheikh Tidiane Diouf      | Senegal             | 44,94   | 0NR0       |
| 7         | 9    | Håvard Bentdal Ingvaldsen | Norge               | 45,60   |            |
| 8         | 6    | Alexander Doom            | Belgien             | 1:55,10 |            |

#### Semifinal 2
| Placering | Bana | Idrottare          | Nation    | Tid   | Noteringar |
| --------- | ---- | ------------------ | --------- | ----- | ---------- |
| 1         | 8    | Kirani James       | Grenada   | 43,78 | 0Q0 SB0    |
| 2         | 5    | Muzala Samukonga   | Zambia    | 43,81 | 0Q0 NR0    |
| 3         | 6    | Christopher Bailey | USA       | 44,31 | 0q0 PB0    |
| 4         | 7    | Bayapo Ndori       | Botswana  | 44,43 |            |
| 5         | 9    | Luca Sito          | Italien   | 45,01 |            |
| 6         | 2    | Elián Larregina    | Argentina | 45,02 |            |
| 7         | 3    | Lythe Pillay       | Sydafrika | 45,24 |            |
|           | 4    | Aruna Darshana     | Sri Lanka |       | 0DSQ0      |

#### Semifinal 3
| Placering | Bana | Idrottare                    | Nation         | Tid   | Noteringar |
| --------- | ---- | ---------------------------- | -------------- | ----- | ---------- |
| 1         | 7    | Matthew Hudson-Smith         | Storbritannien | 44,07 | 0Q0        |
| 2         | 6    | Michael Norman               | USA            | 44,26 | 0Q0        |
| 3         | 5    | Samuel Ogazi                 | Nigeria        | 44,41 | 0q0 PB0    |
| 4         | 9    | Jevaughn Powell              | Jamaica        | 44,91 |            |
| 5         | 4    | Reece Holder                 | Australien     | 44,94 |            |
| 6         | 3    | Zakithi Nene                 | Sydafrika      | 45,06 |            |
| 7         | 2    | Leungo Scotch                | Botswana       | 45,16 |            |
| 8         | 8    | Christopher Morales Williams | Kanada         | 45,25 |            |

### Final
| Placering | Bana   | Idrottare            | Nation              | Tid   | Notering |
| --------- | ------ | -------------------- | ------------------- | ----- | -------- |
| 1         | 8      | Quincy Hall          | USA                 | 43,40 | 0PB0     |
| 2         | 6      | Matthew Hudson-Smith | Storbritannien      | 43,44 | 0AR0     |
| 3         | 7      | Muzala Samukonga     | Zambia              | 43,74 | 0NR0     |
| 4         | 9      | Jereem Richards      | Trinidad och Tobago | 43,78 | 0NR0     |
| 5         | 5      | Kirani James         | Grenada             | 43,87 |          |
| 6         | 2      | Christopher Bailey   | USA                 | 44,58 |          |
| 7         | 3      | Samuel Ogazi         | Nigeria             | 44,73 |          |
| 8         | 4      | Michael Norman       | USA                 | 45,62 | [ b ]    |
| Källa:    | Källa: | Källa:               | Källa:              | Vind: | Vind:    |